# بوگوته
بوگوته (به مجاری:  Bögöte) یک شهرداری در مجارستان است که در واش واقع شده‌است. بوگوته ۲۰٫۷۳ کیلومتر مربع مساحت و ۳۳۹ نفر جمعیت دارد.